# آنخل برنی
آنخل برنی (انگلیسی: Ángel Berni؛ زادهٔ ۹ ژانویهٔ ۱۹۳۱) یک بازیکن فوتبال اهل پاراگوئه است.
از باشگاه‌هایی که در آن بازی کرده‌است می‌توان به جیمناسیا لاپلاتا، سن لورنزو و باشگاه فوتبال رئال بتیس اشاره کرد.
وی همچنین در تیم ملی فوتبال پاراگوئه بازی کرده است.